# Batalha de Eniwetok

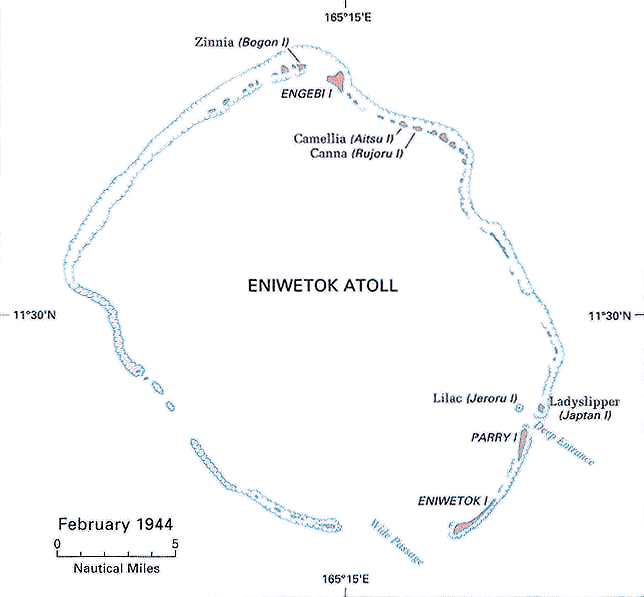
Mapa do atol de Enewetak

A Batalha de Eniwetok foi uma batalha da Guerra do Pacífico da Segunda Guerra Mundial, que ocorreu entre 17 e 23 de Fevereiro, 1944, em Enewetak, que está localizada nas Ilhas Marshall. A invasão de Eniwetok seguiu o sucesso Americano na Batalha de Kwajalein ao sudoeste. A captura de Eniwetok veio a providenciar um aeródromo e um porto que se tornaram suporte aos ataques direcionados nas Ilhas Marianas
ao noroeste. A operação foi conhecida oficialmente como "Operação Catchpole" e foi uma operação de três fases que envolvia a invasão das três ilhas principais no atol de Enewetak.
O Vice-Almirante Raymond A. Spruance precedeu a invasão com a Operação Hailstone, um ataque de transportadoras contra a base Japonesa em Truk nas Ilhas Carolinas. Esse ataque destruiu um total de 39 navios de guerra e mais de 200 aviões.